# Désirée Décriem
Désirée Décriem est une rameuse d'aviron française.

## Carrière
Désirée Décriem remporte en deux de couple poids légers avec Isabelle Lignan la médaille de bronze aux Championnats du monde d'aviron 1985 à Hazewinkel.